# Climax (Usher)
Climax è un singolo del cantante statunitense Usher, pubblicato il 22 febbraio 2012 come primo estratto dal settimo album in studio Looking 4 Myself. Il brano è stato pubblicato di giorno di San Valentino, la festa degli innamorati. Durante un'intervista Usher ha dichiarato che Climax non parla di sesso bensì delle complicazioni che possono sorgere nelle relazioni. Egli nella stessa intervista ha inoltre dichiarato: il sesso è presente in Climax nel falsetto e nel tono sexy della voce, ma il brano non è totalmente incentrato su questo argomento. Lo stesso ha poi affermato che il brano è di un nuovo genere musicale, l'elettro-soul. Un remix di questo singolo contiene il featuring della cantante barbadiana Rihanna e del cantante Ne-Yo.

## Video musicale
Il videoclip del brano (diretto da Sam Pilling e girato ad Atlanta) è stato premieriato il 9 marzo 2012 e mostra Usher in auto, fuori casa della sua ex fidanzata, riflettendo su cosa fare: se entrare e fare sesso con lei, entrare e uccidere il suo nuovo ragazzo, o scappare con lei. Pensando alle complicazioni che potrebbero avvenire in tutti i casi, Usher decide di andarsene.

## Tracce
Digital download
1. Climax – 3:53

## Classifiche
| Classifica (2011) | Posizione Massima |
| ----------------- | ----------------- |
| Australia         | 29                |
| Austria           | 44                |
| Canada            | 96                |
| Danimarca         | 39                |
| Irlanda           | 79                |
| Stati Uniti       | 17                |
| Stati Uniti (R&B) | 6                 |

## Pubblicazione
| Paese       | Data             | Formato                 | Etichetta   |
| ----------- | ---------------- | ----------------------- | ----------- |
| Stati Uniti | 21 Febbraio 2012 | Radio Urban             | RCA Records |
| Mondo       | 22 Febbraio 2012 | Digital download        | RCA Records |
| Stati Uniti | 13 marzo 2012    | Top 40/Radio Mainstream | RCA Records |
| Regno Unito | 8 aprile 2012    | Digital download        | RCA Records |